# Ан-Наср
Сура Ан-Наср (Арабски: سورة النصر), „Подкрепата“, е 110-а сура от Корана и се състои от три айета. Низпослана е в Мина, при Прощалното поклонение хадж. Смятат я за мединска и е последната низпослана сура.

## Резюме
Сурата възхвалява Аллах за вкарването на големи групи хора в Исляма. Според Тефсир ибн Кесир, тази сура, както и сура Аз-Зилзала, се равняват на една четвърт от целия Коран. Това е последната низпослана сура - само няколко месеца преди смъртта на Пратеника (салляллаху алейхи ве селлем).

## Относно
Тефсир ибн Кесир цитира хадис, в който Пратеникът (салляллаху алейхи ве селлем) казва за тази сура:
Хадисът   разказва:
| “ | Наистина, хората влязоха на големи групи в религията на Аллах и също така ще излязат на големи групи от нея. | ” |